# Château Vaillant (Verrières-le-Buisson)
Le château Vaillant est un château français situé dans la commune de Verrières-le-Buisson, en pays Hurepoix, dans le département de l'Essonne et la région Île-de-France, à treize kilomètres au sud-ouest de Paris.

## Situation
| \| Localisation du château Vaillant dans l'Essonne. · Château Vaillant \| Localisation du château Vaillant dans l'Essonne. |
| Localisation du château Vaillant dans l'Essonne. · Château Vaillant                                                        |

Le château Vaillant est situé à l'intersection de la rue d'Estienne d'Orves et de la rue de Migneaux, dans le centre-ville de Verrières-le-Buisson, à l'extrême nord-ouest du département de l'Essonne, sur le coteau nord de la vallée de la Bièvre et en contrebas du plateau de Villacoublay, couvert par la vaste forêt de Verrières.

## Histoire
La construction du château fut vraisemblablement entreprise à partir de 1640 avec une cour en façade et un jardin à l'arrière. il a été reconstruit en 1720. Dans la deuxième moitié du XVIIIe siècle, le bâtiment a été entouré d'un jardin à la française et l'entrée de la propriété complétée par deux pavillons. Au XIXe siècle, Jean-Baptiste Philibert Vaillant racheta le château, le bâtiment principal a été agrandi, les pavillons d'entrée détruits et le jardin réaménagé.

## Architecture
Le château est construit sur un terrain en pente, il est donc bâti sur des fondations qui présentent l'avantage côté rue d'asseoir les étages nobles sur une terrasse accessible par un double escalier. Le pavillon central carré est percé d'un porte fenêtre, décoré d'un balcon au premier étage et d'un tympan arrondi décoré de bas relief au pignon, il est surmonté d'un toit à quatre pans brisés d'ardoise. De chaque côté, deux ailes à quatre niveaux sont percées chacune de trois fenêtres par étage, le dernier étage mansardé est ajouré par des oculus. Deux cheminées en brique encadrent la toiture d'ardoise à quatre pans.

## Galerie

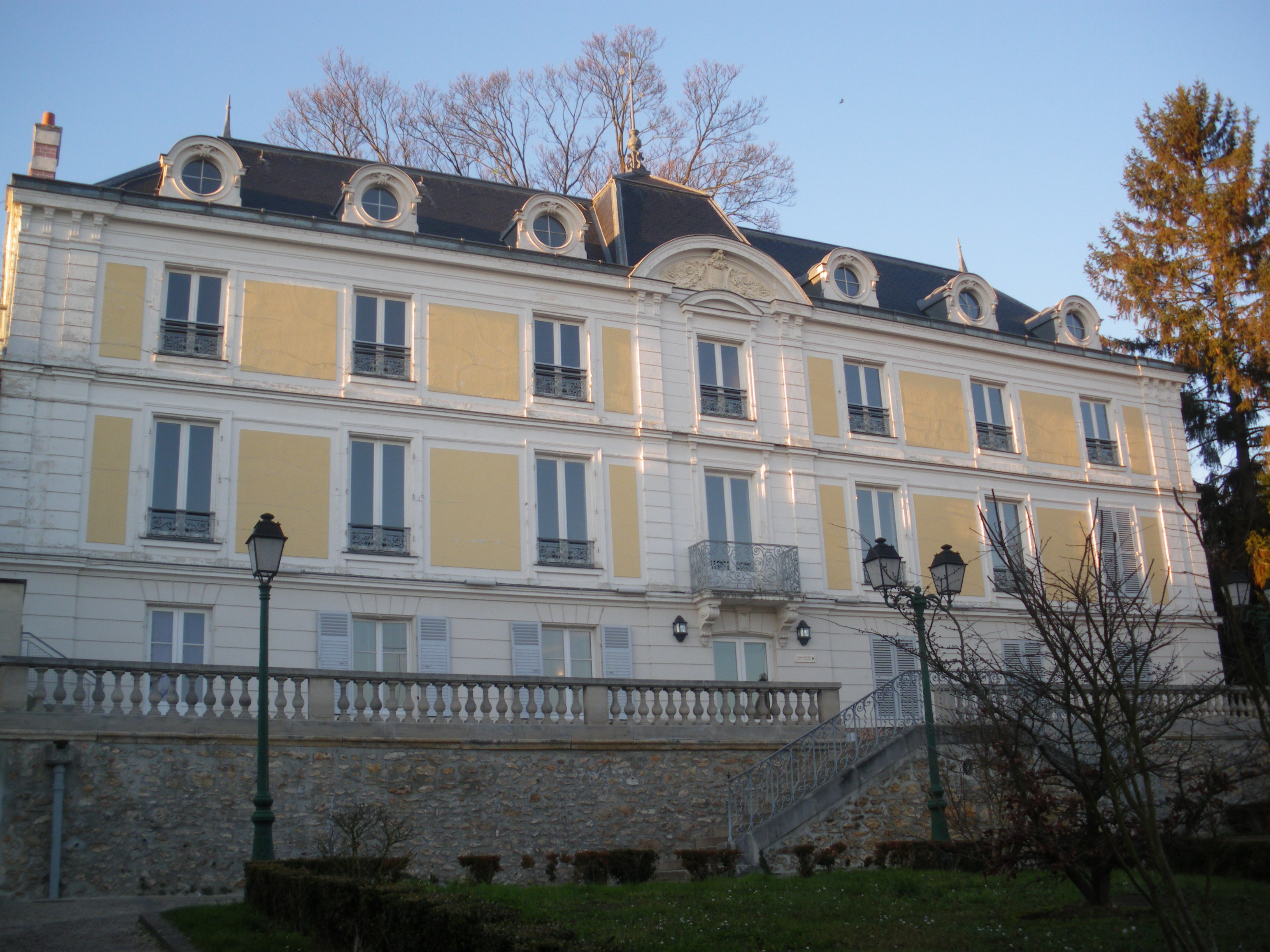
La façade orientale côté rue.
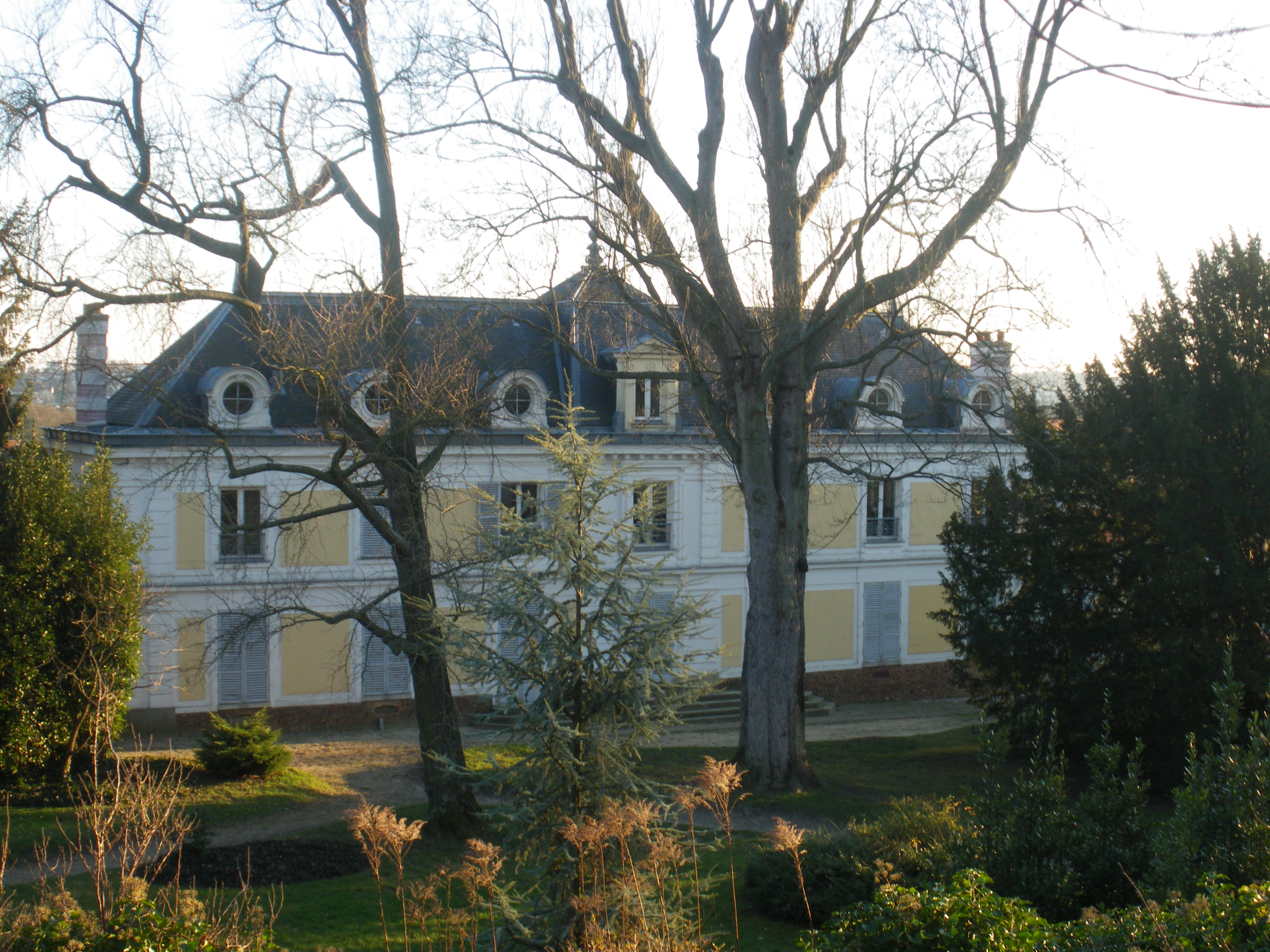
La façade occidentale côté parc.